# Bilan saison par saison des Spurs de San Antonio

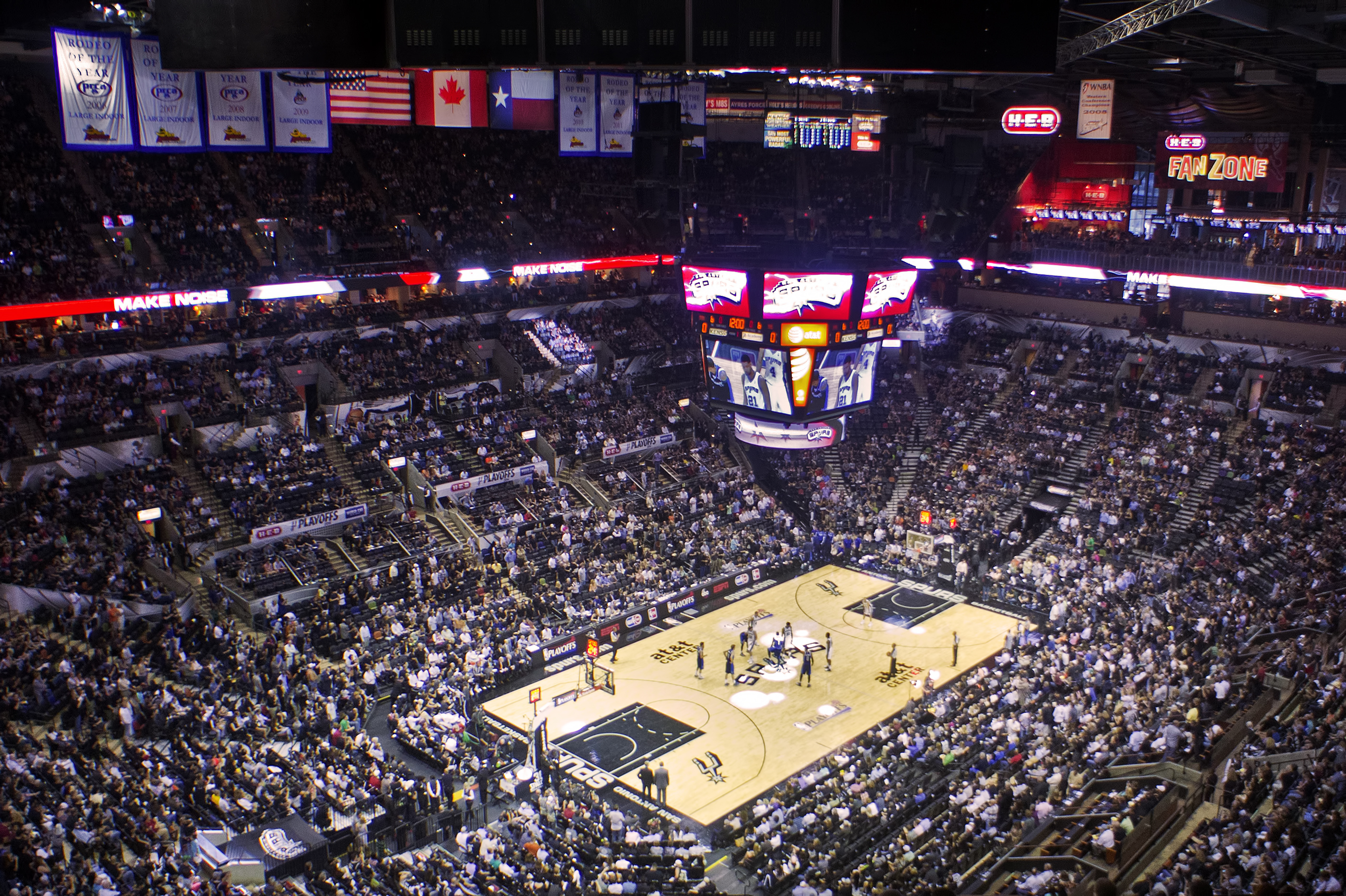
Le Frost Bank Center est l'arène des Spurs.

Le tableau suivant est un bilan saison par saison des Spurs de San Antonio avec les performances réalisées par la franchise depuis sa création en 1967, avec les saisons passées en ABA jusqu'en 1976. La franchise réalise son entrée en NBA à partir de la saison 1976-1977 en tant que Spurs de San Antonio.   
| Saison                     | Équipe                     | Conférence                 | Conférence                 | Division                   | Division                   | Saison régulière | Saison régulière | Saison régulière | Playoffs | Entraîneur principal                  | Réf.         |
| Saison                     | Équipe                     | Conférence                 | Conférence                 | Division                   | Division                   | V                | D                | PCT              | Playoffs | Entraîneur principal                  | Réf.         |
| -------------------------- | -------------------------- | -------------------------- | -------------------------- | -------------------------- | -------------------------- | ---------------- | ---------------- | ---------------- | --- | ------------------------------------- | ------------ |
| Dallas Chaparrals          |                            |                            |                            |                            |                            |                  |                  |                  | |                                       |              |
| 1967-68                    | 1967-68                    | –                          | –                          | Ouest                      | 2e                         | 46               | 32               | 59,0%            | Victoire en demi-finale de division (Houston, 3-0) Défaite en finale de division (La Nouvelle-Orléans, 1-4)                                                                                | Cliff Hagan                           | [ 1 ]        |
| 1968-69                    | 1968-69                    | –                          | –                          | Ouest                      | 4e                         | 41               | 37               | 52,6%            | Défaite en demi-finale de division (La Nouvelle-Orléans, 3-4) | Cliff Hagan                           | [ 2 ]        |
| 1969-70                    | 1969-70                    | –                          | –                          | Ouest                      | 2e                         | 45               | 39               | 53,6%            | Défaite en demi-finale de division (Los Angeles, 2-4) | Cliff Hagan Max Williams              | [ 3 ]        |
| Texas Chaparrals           |                            |                            |                            |                            |                            |                  |                  |                  | |                                       |              |
| 1970-71                    | 1970-71                    | –                          | –                          | Ouest                      | 4e                         | 30               | 54               | 35,7%            | Défaite en demi-finale de division (Utah, 0-4) | Max Williams Bill Blakeley            | [ 4 ]        |
| Dallas Chaparrals          |                            |                            |                            |                            |                            |                  |                  |                  | |                                       |              |
| 1971-72                    | 1971-72                    | –                          | –                          | Ouest                      | 3e                         | 42               | 42               | 50,0%            | Défaite en demi-finale de division (Utah, 0-4) | Tom Nissalke                          | [ 5 ]        |
| 1972-73                    | 1972-73                    | –                          | –                          | Ouest                      | 5e                         | 28               | 56               | 33,3%            | - | Babe McCarthy Dave Brown              | [ 6 ]        |
| San Antonio Spurs          |                            |                            |                            |                            |                            |                  |                  |                  | |                                       |              |
| 1973-74                    | 1973-74                    | –                          | –                          | Ouest                      | 3e                         | 45               | 39               | 53,6%            | Défaite en demi-finale de division (Indiana, 3-4) | Tom Nissalke                          | [ 7 ]        |
| 1974-75                    | 1974-75                    | –                          | –                          | Ouest                      | 2e                         | 51               | 33               | 60,7%            | Défaite en demi-finale de division (Indiana, 2-4) | Tom Nissalke Bob Bass                 | [ 8 ]        |
| 1975-76                    | 1975-76                    | –                          | –                          | Ouest                      | 3e                         | 50               | 34               | 59,5%            | Défaite en demi-finale (New York, 3-4) | Bob Bass                              | [ 9 ]        |
| 1976-77                    | 1976-77                    | Est                        | 5e                         | Centrale                   | 3e                         | 44               | 38               | 53,7%            | Défaite au premier tour (Boston, 0-2) | Doug Moe                              | [ 10 ]       |
| 1977-78                    | 1977-78                    | Est                        | 2e                         | Centrale                   | 1er                        | 52               | 30               | 63,4%            | Défaite en demi-finale de conférence (Washington, 2-4) | Doug Moe                              | [ 11 ]       |
| 1978-79                    | 1978-79                    | Est                        | 2e                         | Centrale                   | 1er                        | 48               | 34               | 58,5%            | Victoire en demi-finale de conférence (Philadelphie, 4-3) Défaite en finale de conférence (Washington, 3-4)                                                                                | Doug Moe                              | [ 12 ]       |
| 1979-80                    | 1979-80                    | Est                        | 9e                         | Centrale                   | 3e                         | 41               | 41               | 50,0%            | Défaite au premier tour (Houston, 1-2) | Doug Moe Bob Bass                     | [ 13 ]       |
| 1980-81                    | 1980-81                    | Ouest                      | 2e                         | Midwest                    | 1er                        | 52               | 30               | 63,4%            | Défaite en demi-finale de conférence (Houston, 3-4) | Stan Albeck                           | [ 14 ]       |
| 1981-82                    | 1981-82                    | Ouest                      | 2e                         | Midwest                    | 1er                        | 48               | 34               | 58,5%            | Victoire en demi-finale de conférence (Seattle, 4-1) Défaite en finale de conférence (L.A. Lakers, 0-4)                                                                                    | Stan Albeck                           | [ 15 ]       |
| 1982-83                    | 1982-83                    | Ouest                      | 2e                         | Midwest                    | 1er                        | 53               | 29               | 64,6%            | Victoire en demi-finale de conférence (Denver, 4-1) Défaite en finale de conférence (L.A. Lakers, 2-4)                                                                                     | Stan Albeck                           | [ 16 ]       |
| 1983-84                    | 1983-84                    | Ouest                      | 10e                        | Midwest                    | 5e                         | 37               | 45               | 45,1%            | - | Morris McHone Bob Bass                | [ 17 ]       |
| 1984-85                    | 1984-85                    | Ouest                      | 7e                         | Midwest                    | 5e                         | 41               | 41               | 50,0%            | Défaite au premier tour (Denver, 2-3) | Cotton Fitzsimmons                    | [ 18 ]       |
| 1985-86                    | 1985-86                    | Ouest                      | 8e                         | Midwest                    | 6e                         | 35               | 47               | 42,7%            | Défaite au premier tour (L.A. Lakers, 0-3) | Cotton Fitzsimmons                    | [ 19 ]       |
| 1986-87                    | 1986-87                    | Ouest                      | 11e                        | Midwest                    | 6e                         | 28               | 54               | 34,1%            | - | Bob Weiss                             | [ 20 ]       |
| 1987-88                    | 1987-88                    | Ouest                      | 8e                         | Midwest                    | 5e                         | 31               | 51               | 37,8%            | Défaite au premier tour (L.A. Lakers, 0-3) | Bob Weiss                             | [ 21 ]       |
| 1988-89                    | 1988-89                    | Ouest                      | 12e                        | Midwest                    | 5e                         | 21               | 61               | 25,6%            | - | Larry Brown                           | [ 22 ]       |
| 1989-90                    | 1989-90                    | Ouest                      | 2e                         | Midwest                    | 1er                        | 56               | 26               | 68,3%            | Victoire au premier tour (Denver, 3-0) Défaite en demi-finale de conférence (Portland, 3-4)                                                                                                | Larry Brown                           | [ 23 ]       |
| 1990-91                    | 1990-91                    | Ouest                      | 2e                         | Midwest                    | 1er                        | 55               | 27               | 67,1%            | Défaite au premier tour (Golden State, 1-3) | Larry Brown                           | [ 24 ]       |
| 1991-92                    | 1991-92                    | Ouest                      | 5e                         | Midwest                    | 2e                         | 47               | 35               | 57,3%            | Défaite au premier tour (Phoenix, 0-3) | Bob Bass                              | [ 25 ]       |
| 1992-93                    | 1992-93                    | Ouest                      | 5e                         | Midwest                    | 2e                         | 49               | 33               | 59,8%            | Victoire au premier tour (Portland, 3-1) Défaite en demi-finale de conférence (Phoenix, 2-4)                                                                                               | Jerry Tarkanian Rex Hughes John Lucas | [ 26 ]       |
| 1993-94                    | 1993-94                    | Ouest                      | 4e                         | Midwest                    | 2e                         | 55               | 27               | 67,1%            | Défaite au premier tour (Utah, 0-3) | John Lucas                            | [ 27 ]       |
| 1994-95                    | 1994-95                    | Ouest                      | 1er                        | Midwest                    | 1er                        | 62               | 20               | 75,6%            | Victoire au premier tour (Denver, 3-0) Victoire en demi-finale de conférence (L.A. Lakers, 4-2) Défaite en finale de conférence (Houston, 2-4)                                             | Bob Hill                              | [ 28 ]       |
| 1995-96                    | 1995-96                    | Ouest                      | 2e                         | Midwest                    | 1er                        | 59               | 23               | 72,0%            | Victoire au premier tour (Phoenix, 3-1) Défaite en demi-finale de conférence (Utah, 2-4)                                                                                                   | Bob Hill                              | [ 29 ]       |
| 1996-97                    | 1996-97                    | Ouest                      | 13e                        | Midwest                    | 6e                         | 20               | 62               | 24,4%            | - | Bob Hill Gregg Popovich               | [ 30 ]       |
| 1997-98                    | 1997-98                    | Ouest                      | 5e                         | Midwest                    | 2e                         | 56               | 26               | 68,3%            | Victoire au premier tour (Phoenix, 3-1) Défaite en demi-finale de conférence (Utah, 1-4)                                                                                                   | Gregg Popovich                        | [ 31 ]       |
| 1998-99                    | 1998-99                    | Ouest                      | 1er                        | Midwest                    | 1er                        | 37               | 13               | 74,0%            | Victoire au premier tour (Minnesota, 3-1) Victoire en demi-finale de conférence (L.A. Lakers, 4-0) Victoire en finale de conférence (Portland, 4-0) Victoire en finale NBA (New York, 4-1) | Gregg Popovich                        | [ 32 ]       |
| 1999-00                    | 1999-00                    | Ouest                      | 4e                         | Midwest                    | 2e                         | 53               | 29               | 64,6%            | Défaite au premier tour (Phoenix, 1-3) | Gregg Popovich                        | [ 33 ]       |
| 2000-01                    | 2000-01                    | Ouest                      | 1er                        | Midwest                    | 1er                        | 58               | 24               | 70,7%            | Victoire au premier tour (Minnesota, 3-1) Victoire en demi-finale de conférence (Dallas, 4-1) Défaite en finale de conférence (L.A. Lakers, 0-4)                                           | Gregg Popovich                        | [ 34 ]       |
| 2001-02                    | 2001-02                    | Ouest                      | 2e                         | Midwest                    | 1er                        | 58               | 24               | 70,7%            | Victoire au premier tour (Seattle, 3-2) Défaite en demi-finale de conférence (L.A. Lakers, 1-4)                                                                                            | Gregg Popovich                        | [ 35 ]       |
| 2002-03                    | 2002-03                    | Ouest                      | 1er                        | Midwest                    | 1er                        | 60               | 22               | 73,2%            | Victoire au premier tour (Phoenix, 4-2) Victoire en demi-finale de conférence (L.A. Lakers, 4-2) Victoire en finale de conférence (Dallas, 4-2) Victoire en finale NBA (New Jersey, 4-2)   | Gregg Popovich                        | [ 36 ]       |
| 2003-04                    | 2003-04                    | Ouest                      | 3e                         | Midwest                    | 2e                         | 57               | 25               | 69,5%            | Victoire au premier tour (Memphis, 4-0) Défaite en demi-finale de conférence (L.A. Lakers, 2-4)                                                                                            | Gregg Popovich                        | [ 37 ]       |
| 2004-05                    | 2004-05                    | Ouest                      | 2e                         | Sud-Ouest                  | 1er                        | 59               | 23               | 72,0%            | Victoire au premier tour (Denver, 4-1) Victoire en demi-finale de conférence (Seattle, 4-2) Victoire en finale de conférence (Phoenix, 4-1) Victoire en finale NBA (Détroit, 4-3)          | Gregg Popovich                        | [ 38 ]       |
| 2005-06                    | 2005-06                    | Ouest                      | 1er                        | Sud-Ouest                  | 1er                        | 63               | 19               | 76,8%            | Victoire au premier tour (Sacramento, 4-2) Défaite en demi-finale de conférence (Dallas, 3-4)                                                                                              | Gregg Popovich                        | [ 39 ]       |
| 2006-07                    | 2006-07                    | Ouest                      | 3e                         | Sud-Ouest                  | 2e                         | 58               | 24               | 70,7%            | Victoire au premier tour (Denver, 4-1) Victoire en demi-finale de conférence (Phoenix, 4-2) Victoire en finale de conférence (Utah, 4-1) Victoire en finale NBA (Cleveland, 4-0)           | Gregg Popovich                        | [ 40 ]       |
| 2007-08                    | 2007-08                    | Ouest                      | 3e                         | Sud-Ouest                  | 2e                         | 56               | 26               | 68,3%            | Victoire au premier tour (Phoenix, 4-1) Victoire en demi-finale de conférence (La Nouvelle-Orléans, 4-3) Défaite en finale de conférence (L.A. Lakers, 1-4)                                | Gregg Popovich                        | [ 41 ]       |
| 2008-09                    | 2008-09                    | Ouest                      | 3e                         | Sud-Ouest                  | 1er                        | 54               | 28               | 65,9%            | Défaite au premier tour (Dallas, 1-4) | Gregg Popovich                        | [ 42 ]       |
| 2009-10                    | 2009-10                    | Ouest                      | 7e                         | Sud-Ouest                  | 2e                         | 50               | 32               | 61,0%            | Victoire au premier tour (Dallas, 4-2) Défaite en demi-finale de conférence (Phoenix, 0-4)                                                                                                 | Gregg Popovich                        | [ 43 ]       |
| 2010-11                    | 2010-11                    | Ouest                      | 1er                        | Sud-Ouest                  | 1er                        | 61               | 21               | 74,4%            | Défaite au premier tour (Memphis, 2-4) | Gregg Popovich                        | [ 44 ]       |
| 2011-12                    | 2011-12                    | Ouest                      | 1er                        | Sud-Ouest                  | 1er                        | 50               | 16               | 75,8%            | Victoire au premier tour (Utah, 4-0) Victoire en demi-finale de conférence (L.A. Clippers, 4-0) Défaite en finale de conférence (Oklahoma City, 2-4)                                       | Gregg Popovich                        | [ 45 ]       |
| 2012-13                    | 2012-13                    | Ouest                      | 2e                         | Sud-Ouest                  | 1er                        | 58               | 24               | 70,7%            | Victoire au premier tour (L.A. Lakers, 4-0) Victoire en demi-finale de conférence (Golden State, 4-2) Victoire en finale de conférence (Memphis, 4-0) Défaite en finale NBA (Miami, 3-4)   | Gregg Popovich                        | [ 46 ]       |
| 2013-14                    | 2013-14                    | Ouest                      | 1er                        | Sud-Ouest                  | 1er                        | 62               | 20               | 75,6%            | Victoire au premier tour (Dallas, 4-3) Victoire en demi-finale de conférence (Portland, 4-1) Victoire en finale de conférence (Oklahoma City, 4-2) Victoire en finale NBA (Miami, 4-1)     | Gregg Popovich                        | [ 47 ]       |
| 2014-15                    | 2014-15                    | Ouest                      | 6e                         | Sud-Ouest                  | 3e                         | 55               | 27               | 67,1%            | Défaite au premier tour (L.A. Clippers, 3-4) | Gregg Popovich                        | [ 48 ]       |
| 2015-16                    | 2015-16                    | Ouest                      | 2e                         | Sud-Ouest                  | 1er                        | 67               | 15               | 81,7%            | Victoire au premier tour (Memphis, 4-0) Défaite en demi-finale de conférence (Oklahoma City, 2-4)                                                                                          | Gregg Popovich                        | [ 49 ]       |
| 2016-17                    | 2016-17                    | Ouest                      | 2e                         | Sud-Ouest                  | 1er                        | 61               | 21               | 74,4%            | Victoire au premier tour (Memphis, 4-2) Victoire en demi-finale de conférence (Houston, 4-2) Défaite en finale de conférence (Golden State, 0-4)                                           | Gregg Popovich                        | [ 50 ]       |
| 2017-18                    | 2017-18                    | Ouest                      | 7e                         | Sud-Ouest                  | 3e                         | 47               | 35               | 57,3%            | Défaite au premier tour (Golden State, 1-4) | Gregg Popovich                        | [ 51 ]       |
| 2018-19                    | 2018-19                    | Ouest                      | 7e                         | Sud-Ouest                  | 2e                         | 48               | 34               | 58,5%            | Défaite au premier tour (Denver, 3-4) | Gregg Popovich                        | [ 52 ]       |
| 2019-20                    | 2019-20                    | Ouest                      | 11e                        | Sud-Ouest                  | 4e                         | 32               | 39               | 45,1%            | - | Gregg Popovich                        | [ 53 ]       |
| 2020-21                    | 2020-21                    | Ouest                      | 10e                        | Sud-Ouest                  | 3e                         | 33               | 39               | 45,8%            | - | Gregg Popovich                        | [ 54 ]       |
| 2021-22                    | 2021-22                    | Ouest                      | 10e                        | Sud-Ouest                  | 4e                         | 34               | 48               | 41,5%            | - | Gregg Popovich                        | [ 55 ]       |
| 2022-23                    | 2022-23                    | Ouest                      | 15e                        | Sud-Ouest                  | 5e                         | 22               | 60               | 26,3%            | - | Gregg Popovich                        | [ 56 ]       |
| 2023-24                    | 2023-24                    | Ouest                      | 14e                        | Sud-Ouest                  | 5e                         | 22               | 60               | 26,3%            | - | Gregg Popovich                        | [ 57 ]       |
| 2024-25                    | 2024-25                    | Ouest                      | 13e                        | Sud-Ouest                  | 4e                         | 34               | 48               | 41,5%            | - | Gregg Popovich                        | [ 58 ]       |
| Saison régulière (ABA-NBA) | Saison régulière (ABA-NBA) | Saison régulière (ABA-NBA) | Saison régulière (ABA-NBA) | Saison régulière (ABA-NBA) | Saison régulière (ABA-NBA) | 2 717            | 1 976            | 57,9%            | |                                       |              |
| Playoffs (ABA-NBA)         | Playoffs (ABA-NBA)         | Playoffs (ABA-NBA)         | Playoffs (ABA-NBA)         | Playoffs (ABA-NBA)         | Playoffs (ABA-NBA)         | 239              | 213              | 52,9%            | 5 titres NBA | 5 titres NBA                          | 5 titres NBA |